# Blanca de França (duquessa d'Orleans)
Blanca de França (1 d'abril de 1328, Châteauneuf-sur-Loire - 8 de febrer de 1393, Vincennes) fou la filla pòstuma del rei Carles IV i la seva tercera esposa Joana d'Évreux. El rei, el seu pare, havia mort l'1 de febrer de 1328 deixant la reina embarassada; el regent Felip II de Valois va haver d'esperar el seu naixement per ser proclamat rei com a Felip VI de França. Es va casar, el 8 de gener de 1345, amb el seu cosí Felip III de Valois (1336-1375), duc d'Orleans i comte de Turena i fill de Felip VI i de Joana de Borgonya i de França. El 1346 el rei va cedir al seu fill i jove el comtat de Valois. No van tenir fills. El seu marit va morir el 1375 i Blanca va restar comtessa de Valois usufructuaria fins a la seva mort el 1393. A la seva mort, va ser inhumada a la capella Notre-Dame la Blanche de l'església de l'abadia reial de Saint-Denis. El seu cor va ser dipositat a la catedral de Sainte-Croix d'Orleans i les seves entranyes a l'abadia de Couilly-Pont-aux-Dames.